# Уингерт, Крис
Кри́стофер Уи́нгерт (англ. Christopher Wingert; род. 16 июня 1982[…], Нью-Йорк, Нью-Йорк) — американский футболист, левый защитник.

## Биография

### Университетский футбол
В 2000—2003 годах Уингерт обучался в Университете Сент-Джонс и играл за университетскую футбольную команду «Сент-Джонс Ред Сторм» в Национальной ассоциации студенческого спорта. По итогам 2003 года Уингерт удостоился Hermann Trophy, приза лучшему игроку студенческого футбола США.

### Клубная карьера
12 января 2004 года Уингерт подписал контракт с MLS по программе Project-40. 16 января 2004 года на Супердрафте MLS он был выбран во втором раунде под общим 12-м номером клубом «Коламбус Крю». Его профессиональный дебют состоялся 1 мая 2004 года в матче против «Даллас Бёрн», в котором он вышел на замену во втором тайме.
20 января 2006 года Уингерт был обменян в «Колорадо Рэпидз» на условный пик Супердрафта MLS 2007. За «Рэпидз» дебютировал 2 апреля 2006 года в матче стартового тура сезона против «Хьюстон Динамо».
13 июля 2007 года Уингерт был обменян в «Реал Солт-Лейк» на пик первого раунда Дополнительного драфта MLS 2008 и пик второго раунда Дополнительного драфта MLS 2009. За РСЛ дебютировал 14 июля 2007 года в матче против «Канзас-Сити Уизардс». 3 марта 2009 года Уингерт продлил контракт с «Реал Солт-Лейк» до конца сезона 2012. 22 ноября 2009 года в матче за Кубок MLS, в котором «Реал Солт-Лейк» одолел «Лос-Анджелес Гэлакси» в серии послематчевых пенальти, он реализовал свой одиннадцатиметровый удар. 22 мая 2010 года в матче против «Чивас США» он забил свой первый гол в профессиональной карьере. Это был его 147-й матч в MLS. 3 декабря 2012 года Уингерт продлил контракт с «Реал Солт-Лейк». По окончании сезона 2014 срок действия контракта Уингерта с «Реал Солт-Лейк» истёк, после чего клуб предложил игроку новый контракт.
10 декабря 2014 года на Драфте расширения MLS Уингерт был выбран клубом «Нью-Йорк Сити». 8 марта 2015 года участвовал в дебютном матче нового нью-йоркского клуба, соперником в котором был другой новичок MLS — «Орландо Сити». 30 января 2016 года «Нью-Йорк Сити» поместил Уингерта в список отказов.
3 февраля 2016 года Уингерт вернулся в «Реал Солт-Лейк». По окончании сезона 2016 контракт Уингерта с «Реал Солт-Лейк» истёк, но 11 января 2017 года клуб переподписал игрока. 9 сентября 2017 года в матче против «Ванкувер Уайткэпс» он забил свой второй гол в MLS. По окончании сезона 2017 Уингерт в связи с истечением срока действия контракта с «Реал Солт-Лейк» стал свободным агентом.
19 февраля 2018 года Крис Уингерт объявил о завершении футбольной карьеры.
15 марта 2018 года Уингерт присоединился к клубу Национальной премьер-лиги «Нью-Йорк Космос B».

### Международная карьера
В феврале 2004 года в составе сборной США до 23 лет Уингерт принимал участие в Мужском предолимпийском турнире КОНКАКАФ.
В сборную США Уингерт был впервые вызван 30 декабря 2008 года в ежегодный январский тренировочный лагерь. 24 января 2009 года в товарищеском матче со сборной Швеции, завершавшем лагерь, дебютировал за звёздно-полосатую дружину, выйдя на замену на 79-й минуте вместо Джонатана Борнстейна.

### Личные сведения
Крис — сын футболиста Норма Уингерта, выступавшего в Североамериканской футбольной лиге за команду «Филадельфия Атомс». Его дед по материнской линии, Уоррен Мертенс — жокей лошади Assault, обладатель Тройной короны в 1946 году.

## Достижения
Командные
 «Коламбус Крю»
- Победитель регулярного чемпионата MLS: 2004

 «Реал Солт-Лейк»
- Чемпион MLS (обладатель Кубка MLS): 2009

## Статистика
| Выступление      | Выступление      | Выступление      | Лига | Лига | Плей-офф | Плей-офф | Кубок | Кубок | ЛЧ КОНКАКАФ | ЛЧ КОНКАКАФ | Итого | Итого |
| Клуб             | Лига             | Сезон            | Игры | Голы | Игры     | Голы     | Игры  | Голы  | Игры        | Голы        | Игры  | Голы  |
| ---------------- | ---------------- | ---------------- | ---- | ---- | -------- | -------- | ----- | ----- | ----------- | ----------- | ----- | ----- |
| Коламбус Крю     | MLS              | 2004             | 22   | 0    | 2        | 0        | 2     | 0     | —           | —           | 26    | 0     |
| Коламбус Крю     | MLS              | 2005             | 27   | 0    | —        | —        | 1     | 0     | —           | —           | 28    | 0     |
| Коламбус Крю     | Итого            | Итого            | 49   | 0    | 2        | 0        | 3     | 0     | —           | —           | 54    | 0     |
| Колорадо Рэпидз  | MLS              | 2006             | 10   | 0    | 3        | 0        | 0     | 0     | —           | —           | 13    | 0     |
| Колорадо Рэпидз  | MLS              | 2007             | 6    | 0    | —        | —        | 1     | 0     | —           | —           | 7     | 0     |
| Колорадо Рэпидз  | Итого            | Итого            | 16   | 0    | 3        | 0        | 1     | 0     | —           | —           | 20    | 0     |
| Реал Солт-Лейк   | MLS              | 2007             | 16   | 0    | —        | —        | —     | —     | —           | —           | 16    | 0     |
| Реал Солт-Лейк   | MLS              | 2008             | 29   | 0    | 3        | 0        | —     | —     | —           | —           | 32    | 0     |
| Реал Солт-Лейк   | MLS              | 2009             | 30   | 0    | 4        | 0        | —     | —     | —           | —           | 34    | 0     |
| Реал Солт-Лейк   | MLS              | 2010             | 24   | 1    | 1        | 0        | 1     | 0     | 4           | 0           | 30    | 1     |
| Реал Солт-Лейк   | MLS              | 2011             | 23   | 0    | 3        | 0        | 1     | 0     | 5           | 0           | 32    | 0     |
| Реал Солт-Лейк   | MLS              | 2012             | 31   | 0    | 1        | 0        | 1     | 0     | 4           | 0           | 37    | 0     |
| Реал Солт-Лейк   | MLS              | 2013             | 21   | 0    | 4        | 0        | 5     | 1     | —           | —           | 30    | 1     |
| Реал Солт-Лейк   | MLS              | 2014             | 30   | 0    | 2        | 0        | 1     | 0     | —           | —           | 33    | 0     |
| Реал Солт-Лейк   | Итого            | Итого            | 204  | 1    | 18       | 0        | 9     | 1     | 13          | 0           | 244   | 2     |
| Нью-Йорк Сити    | MLS              | 2015             | 27   | 0    | —        | —        | 1     | 0     | —           | —           | 28    | 0     |
| Нью-Йорк Сити    | Итого            | Итого            | 27   | 0    | —        | —        | 1     | 0     | —           | —           | 28    | 0     |
| Реал Солт-Лейк   | MLS              | 2016             | 20   | 0    | 1        | 0        | 2     | 0     | 1           | 0           | 24    | 0     |
| Реал Солт-Лейк   | MLS              | 2017             | 23   | 1    | —        | —        | —     | —     | —           | —           | 23    | 1     |
| Реал Солт-Лейк   | Итого            | Итого            | 43   | 1    | 1        | 0        | 2     | 0     | 1           | 0           | 47    | 1     |
| Всего за карьеру | Всего за карьеру | Всего за карьеру | 339  | 2    | 24       | 0        | 16    | 1     | 14          | 0           | 393   | 3     |

Источники: Soccerway, Transfermarkt, worldfootball.net, SoccerStats.us.